# Devin Grayson
Devin Kalile Grayson (* New Haven, Connecticut) ist eine US-amerikanische Comicautorin.

## Leben
Grayson wurde als Tochter eines an der Universität Yale forschenden Meeresbiologen in New Haven geboren. Sie wuchs nach der Trennung ihrer Eltern in Nordkalifornien auf, wechselweise bei ihrer Mutter in Berkeley und ihrem Vater in Oakland.
Nach dem Abbruch ihrer Schauspielausbildung in San Francisco begann Grayson Mitte der 1990er-Jahre als hauptberufliche Comicautorin zu arbeiten. Ihr erstes Engagement erhielt sie von Dennis O’Neil, dem Chefredakteur der für die Redaktion der Batman-Comics zuständige Abteilung beim US-amerikanischen Verlag DC-Comics. O’Neil vermittelte ihr die Autorenschaft für eine zehnseitige Geschichte in dem Comicheft Batman: Chronicles das 1997 erschien. Mit der von Grayson vorgelegten Geschichte (Like Riding a Bike) zufrieden, verschaffte O’Neil Grayson weitere Arbeiten als Autorin bei DC. So erhielt sie noch im selben Jahr den Autorenjob für das One-Shot Batman Plus Arsenal und die Miniserie Arsenal, die von den Abenteuern des alleinerziehenden Vaters und Geheimagenten Roy Harper erzählt. Nachdem sie mit den erwähnten Arbeiten in hinreichendem Maße ihre Fähigkeit bewiesen hatte, überzeugende Comicgeschichten zu schreiben, betraute O’Neil Grayson 1997 als Nachfolgerin von Doug Moench mit dem Job des Stammautoren für die monatlich erscheinende Serie Catwoman, die von den Erlebnissen der verführerischen Diebin Selina Kyle handelt. Ihr künstlerischer Partner bei der Arbeit an Catwoman war der Zeichner Jim Balent.
1999 beauftragte O’Neil Grayson schließlich damit, mehrere Geschichten für die sich quer durch alle Batman-Serien ziehende Storyline No Man’s Land zu verfassen. Das positive Echo, das Graysons Geschichten sowohl bei der Leserschaft als auch bei der Kritik erzielten, führte schließlich dazu, dass sie zur Stammautorin der 2000 gestarteten neuen Batman-Serie  Batman: Gotham Knights berufen wurde, die sie knapp drei Jahre lang betreute. Als Zeichner wurde ihr Roger Robinson zur Seite gestellt, der Graysons Skripte in naturalistischen Bildern umsetzte.
Zudem begann Grayson 1999 als Stammautorin für die ebenfalls bei DC erscheinende, traditionsreichen Serie Titans zu arbeiten. Um ihr einen kreativen Neuanfang zu ermöglichen, wurde zunächst die alte, von Dan Jurgens verfasste Titans-Serie verworfen, so dass Grayson die Möglichkeit hatte, zunächst eine neue Miniserie vorzulegen (JLA/Titans: The Technis Empire), die schließlich in eine neugestartete Titans-Serie einmündete. Als Zeichner wurden für die Titans-Serie wurde ihr Mark Buckingham zur Seite gestellt.
2002 erhielt Grayson den Autorenjob für die Batman-verwandte Serie Nightwing, die die Erlebnisse von Batmans erwachsen gewordenen Adoptivsohns und Assistenten Robin zum Inhalt hat und die sie knapp fünf Jahre lang betreute.
Seit Anfang der 2000er-Jahre arbeitet Grayson auch für andere Verlage. Gemeinsam mit dem Zeichner Brian Stelfreeze schuf sie die im Autorenbesitz befindliche Serie Matador für Wildstorm.
Zu den weiteren Arbeiten Graysons zählen die bei Wildstorm erschienene Serie Relative Heroes, sowie die Serien Black Widow, X-Men und eine Miniserie zu dem dämonischen Superhelden Ghost Rider.
Grayson, die an Diabetes Typ I leidet und sich offen zu ihrer Bisexualität bekennt, lebt in einer Künstler-WG in Kalifornien.